# Escut de Benicull de Xúquer
L'escut de Benicull de Xúquer és un símbol representatiu oficial de Benicull de Xúquer, municipi del País Valencià, a la comarca de la Ribera Baixa. Té el següent blasonament:
| « | Escut de forma ibèrica, amb la boca redona. En camper d'or, una muntanya de sinople, plantada de tres pins de sinople, mal ordenats (és a dir, el pi central més elevat que els dos laterals). Al centre del cap, un escut caironat amb les armes del Regne de València. Com a timbre, una corona reial oberta. | » |

## Història
Aprovat per Resolució del 6 de juliol de 1992, del conseller d'Administració Pública. Publicat en el DOGV núm. 1.841, del 7 d'agost de 1992.
La muntanya amb els pins són elements característics del paisatge del terme municipal, amb els quatre pals al cap que recorden que el poble va formar part, antigament, de la vila reial de Corbera.